# 蘇原飛鳥町
蘇原飛鳥町（そはらあずかちょう）は、岐阜県各務原市の地名。現行行政町名は蘇原飛鳥町一丁目から三丁目。

## 地理
各務原市の蘇原地区に属する。
町域の東部は蘇原北山町、蘇原清住町、西部は蘇原北山町、那加北陽町、蘇原古市場町、南部は蘇原古市場町、蘇原清住町、蘇原外山町、北部は蘇原北陽町に接する。
町域には新境川が流れる。
地名は1875年まで存在した各務郡飛鳥村に因む。

## 歴史
1875年（明治8年）1月、伊吹村、飛鳥村、島崎村、吉兵衛新田が合併し、伊飛島村が発足し、伊飛島村大字飛鳥となる。1897年（明治30年）4月、和合村、大宮村、三柿野村、古市場村、持田村と合併し蘇原村（1943年に町制施行し蘇原町）が発足。この地域は蘇原村大字飛鳥となる。
1963年（昭和38年）4月1日、蘇原町は那加町、鵜沼町、稲羽町と合併し各務原市が発足すると、蘇原飛鳥町が成立。
1976年（昭和51年）3月27日、従来の蘇原飛鳥町の大部分をもって蘇原飛鳥町一丁目から三丁目が成立。蘇原飛鳥町の一部と蘇原伊吹町の一部をもって蘇原北陽町が成立する。
1978年（昭和53年）12月30日、蘇原飛鳥町の一部と蘇原古市場町の一部、蘇原持田町の一部をもって蘇原清住町がが成立。
1980年（昭和55年）、蘇原飛鳥町の一部、蘇原持田町の一部をもって蘇原北山町が成立する。

## 世帯数と人口
2024年（令和6年）10月1日現在の世帯数と人口は以下の通りである
| 丁目             | 世帯数 | 人口  |
| ---------------- | ------ | ----- |
| 蘇原飛鳥町一丁目 | 22世帯 | 56人  |
| 蘇原飛鳥町二丁目 | 17世帯 | 47人  |
| 蘇原飛鳥町三丁目 | 23世帯 | 58人  |
| 計               | 62世帯 | 161人 |

## 小・中学校の学区
市立小・中学校に通う場合、学区は以下の通りとなる。
| 番・番地等 | 小学校                   | 中学校               |
| ---------- | ------------------------ | -------------------- |
| 全域       | 各務原市立蘇原第一小学校 | 各務原市立蘇原中学校 |

## 主な施設
- 津島神社

飛鳥田神社及び飛鳥球場は元々の住所は蘇原飛鳥町であったが、区画整理で住所が変更されている。